# 發財枚
發財枚（又名發財拳，簡稱財拳）是一種中國民間的猜拳遊戲，通常在喝酒時會玩，輸的一方就得罰酒。
中國各地例如廣東、香港、福建和台灣等地都有人玩類似玩意。因地方不同，這種遊戲的玩法也有輕微的分別（例如香港與臺灣不可以呼叫「五」），這種遊戲的名稱在各地叫法也有不同，福建常稱為「燒酒拳」，臺灣稱「臺灣拳」。
因為玩這遊戲時，通常為飲酒作樂，且叫枚（喊口令），會比較叫得大聲，所以有些人會認為粗俗。

## 規則
這個遊戲只可以兩個人玩。兩人叫出 0-10 的口號，（有些地方不可叫5）和同時用單手發出0至5的手勢，猜的方法類似猜拳，同時發出0至5的手勢，叫出0至10的口號，直到兩方出的手指數目，與某方呼叫出的數字相符即可。
例如：我出3隻手指叫8，對方出5叫6，因為3隻手指加5隻手指是8，所以我勝了一局。
例如：我出3隻手指叫8，對方出5叫8，因為3隻手指加5隻手指是8，所以這一局打和。
如果一方兩次猜中就算勝出整局。

## 特殊規定
有「臭拳」（「黑拳」）的規定。比如自己出了3隻手指，卻只叫2；或者自己叫了6，卻不出手指，等於自己害自己輸，這樣就必須被處罰。
有些地方還設了一些特殊的規則以保障公平。比如，有些人為了避免在醉酒後神智不清的情況下出黑拳，就一直喊「5」，這樣，手指無論怎麼比都不會犯規，因而有些地區會禁止呼「5」，如臺灣與香港。

## 各地口令

### 廣東
高聲／又嚟 (意思是兩方一起叫中枚)
- 數字特別名稱
  - 0： 對、對枚、對寶
  - 1： 一定中
  - 2： 二賭寶
  - 3： 三叉仔
  - 4： 四圍四
  - 5： 五福五
  - 6： 六連六
  - 7： 七昭昭
  - 8： 八皮馬
  - 9： 九祥九
  - 10： 開、開枚

### 川渝
- 數字特別名稱
  - 0：没都没
  - 1：一点点
  - 2：好兄弟
  - 3：三生恋
  - 4：四季财
  - 5：五魁首
  - 6：六六六
  - 7：七叫叫
  - 8：八百万
  - 9：酒端到
  - 10：全打开

## 伸延閱讀
- 猜枚
- 剪刀、石頭、布
- 石头、剪子、布、蜥蜴、斯波克
- 野球拳
- 十、十五、二十
- 左一拳右一拳